# Torre de Ca n'Espatleta
La Torre de Ca n'Espatleta és una antiga torre de defensa rural, situada a 29 msnm, a la vénda de ses Torres, a la parròquia de Jesús, al municipi de Santa Eulària des Riu, a l'illa d'Eivissa. Està declarada Bé d'Interès Cultural.
Construida probablement a partir de la segona meitat del segle XVI o ja en el XVII. Torre de forma troncocónica amb pronunciat talús i murs bastits amb paredat de filada. Té dues plantes cobertes amb cúpula apuntada comunicades per una escala de cargol semiencastada en el mur. L'accés a la plataforma es mitjançant trapa. La porta original a la planta baixa està condemnada, accedint-se a l'interior per una altra més nova situada enfront d'aquesta.
El 2020 va ser restaurada pel Consell d'Eivissa i l'Ajuntament de Santa Eulària des Riu, i es van enderrocar les construccions que se li havien afegit.